# Drogenbos
Drogenbos este o comună în provincia Brabantul Flamand, în Flandra, una dintre cele trei regiuni ale Belgiei. Comuna este limitrofă cu Regiunea Capitalei Bruxelles, fiind situată în partea de sud-vest. Suprafața totală este de 2,49 km², comuna având aspectul unei bande înguste, cu lungimea de aproximativ 4 km și lățimea cuprinsă între 150 și 900 m. Comuna Drogenbos este situată în zona flamandă vorbitoare de limba neerlandeză a Belgiei dar este una dintre comunele belgiene cu facilități lingvistice pentru populația francofonă, aceasta fiind majoritară și este reprezentată de 9 membri din 15 în consiliul local. La 1 ianuarie 2008 comuna avea o populație totală de 4.893 locuitori. 